# Kỳ Phong
Kỳ Phong là một xã thuộc huyện Kỳ Anh, tỉnh Hà Tĩnh, Việt Nam.

## Địa giới hành chính
Xã Kỳ Phong nằm ở phía bắc của huyện Kỳ Anh.
- Phía đông giáp các xã Kỳ Tiến và Kỳ Trung, huyện Kỳ Anh.
- Phía nam giáp xã Kỳ Tây, huyện Kỳ Anh.
- Phía tây giáp xã Cẩm Minh, huyện Cẩm Xuyên.
- Phía bắc giáp xã Cẩm Trung, huyện Cẩm Xuyên và xã Kỳ Bắc, huyện Kỳ Anh.

Có 10 xóm:Hà phong,Thượng phong,Hoà Bình,Đông sơn,Đông thịnh,Trung phong,Tuần tượng,Nam phong,Trung phong,Bắc sơn

## Hành chính
Năm 2004, 757,70 ha diện tích tự nhiên của xã Kỳ Phong được tách ra cùng với một phần diện tích và dân số các xã Kỳ Giang, Kỳ Văn, Kỳ Tây và Kỳ Tiến để thành lập xã Kỳ Trung.
Xã Kỳ Phong có các thôn xóm : Tân Phong, Hòa Bình, Đông Sơn, Bắc Sơn, Đông Thịnh, Tuần Tượng, Nam Phong, Trung Phong, Hà Phong, Thượng Phong

## Địa lý tự nhiên
- Sông nhà Lê chảy qua phía bắc của xã.
- Một phần phía đông của hồ sông Rác nằm ở phía nam của xã.

## Giao thông
Xã Kỳ Phong có Quốc lộ 1 chạy qua.
Từ xa xưa trên địa bàn xã này có tuyến kênh Nhà Lê nối từ  kinh đô Hoa Lư đến Đèo Ngang đi qua, là tuyến đường thủy đầu tiên trong lịch sử Việt Nam và được coi là tuyến đường Hồ Chí Minh trên sông vì những đóng góp cho các cuộc chiến tranh của người Việt.